# Эффект контекста

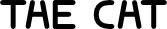
«THE CAT» Эта надпись — классический пример влияния контекста. Мы без проблем можем прочитать буквы «H» и «A» в соответствующих контекстах, хотя они на самом деле ничем не отличаются графически между собой.

Эффе́кт конте́кста — один из аспектов когнитивной психологии. Он описывает влияние факторов окружающей среды на восприятие человеком стимула. Влияние эффекта контекста считается частью мышления сверху вниз. Этот эффект подтверждается теорией «конструктивного восприятия» (то есть восприятие через конструирование идеи, создание своей идеи о чём-то).
Эффект контекста может повлиять на нашу повседневную жизнь во многих отношениях, таких как распознавание текстов, способность к обучению, память и распознавание объектов. Он может иметь влияние на маркетинговые и потребительские решения. Например, исследования показали, что уровень комфорта пола супермаркета, на котором покупатели стоят во время просмотра продуктов, может повлиять на их оценки качества продукта (повышение оценки качества, если пол комфортный и более низкие оценки, если пол неудобный). Благодаря прикладному значению данного феномена, его часто исследовали в контексте маркетинга.

## Когнитивные принципы влияния контекста
Эффект Контекста использует способ мышления «сверху вниз» («top-down design») при анализе информации.
Мышление сверху вниз помогает пониманию человеком нового образа на базе существующего опыта и знаний.
Этот процесс помогает нам анализировать знакомые сцены и объекты, когда мы сталкиваемся с ними даже в новых ситуациях. В процессе любого восприятия люди обычно используют либо сенсорные данные (мышление «снизу вверх») или предварительные знания (мышление «сверху вниз») при анализе стимула.
В общем, люди используют оба типа обработки стимулов. Использование как сенсорных данных, так и предварительных знаний, является одним из вариантов процесса анализа под названием «оптимальное вероятностное мышление», также известный как Байесовский вывод; Ученые, изучающие процесс познания, показали математически, как контекстные эффекты могут возникнуть в процессе Байесовского вывода. Контекстные эффекты возникают когда мы используем дополнительные сигналы (к примеру, фон, расположение) при рассмотрении стимула для анализа самого стимула. Другими словами, мы часто принимаем решения или приходим к выводам под влиянием окружающей среды или благодаря предыдущему воздействию других объектов.